# Grupo Alpha (Bielorrússia)
Grupo Alpha ou Grupo "A" do Comitê de Segurança do Estado da República da Bielorrússia (bielorrusso: Група «А» пры Камітэце дзяржаўнай бяспекі Рэспублікі Беларусь, russo: Группа «А» («Альфа») при Комитете государственной безопасности Республики Беларусь) é uma unidade antiterrorista especial do Comitê de Segurança do Estado da República da Bielorrússia. Fundado em 3 de março de 1990 como o 11º grupo da KGB da URSS com sede em Minsk.